# VCU Rams

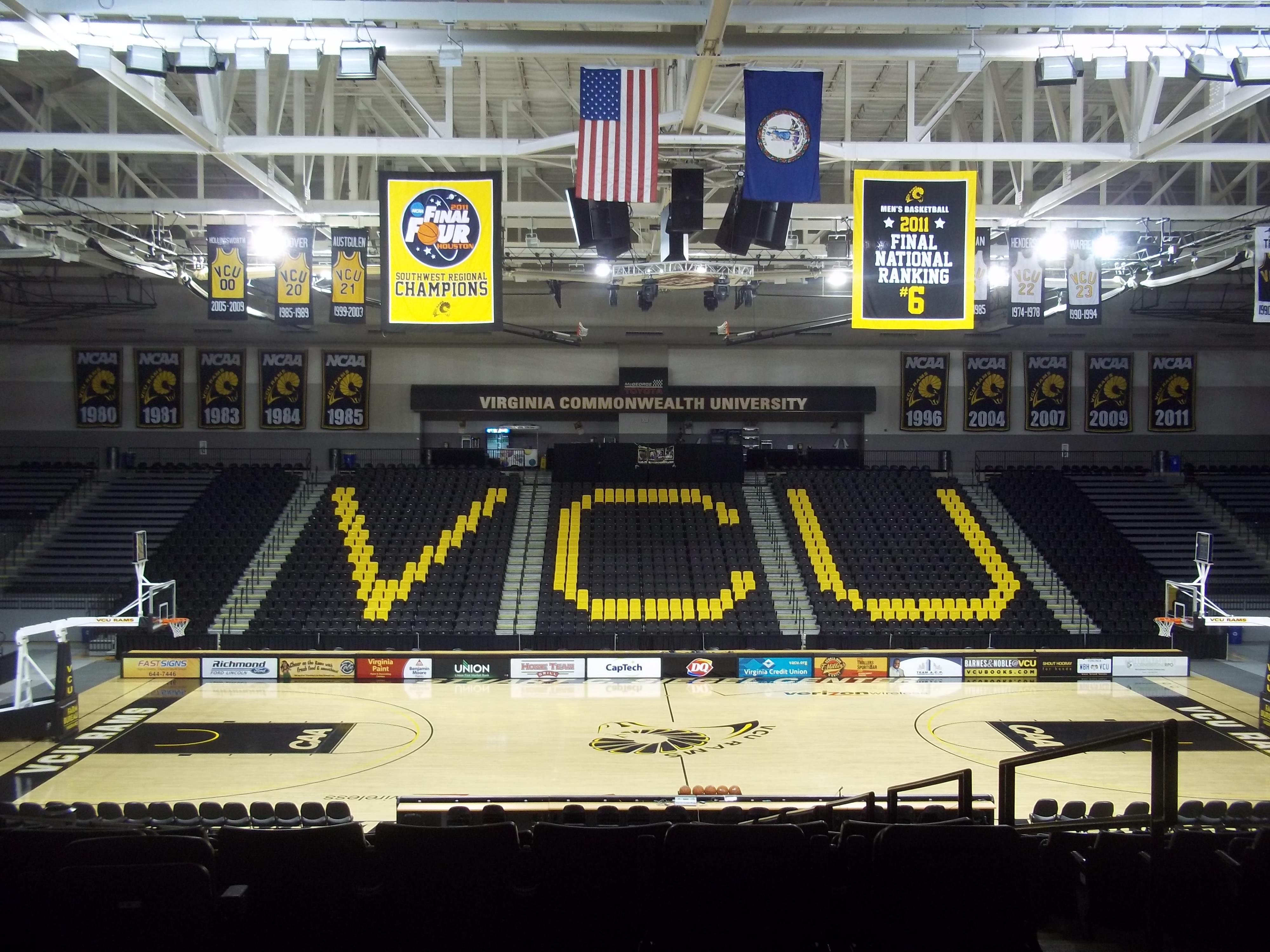
Siegel Center.

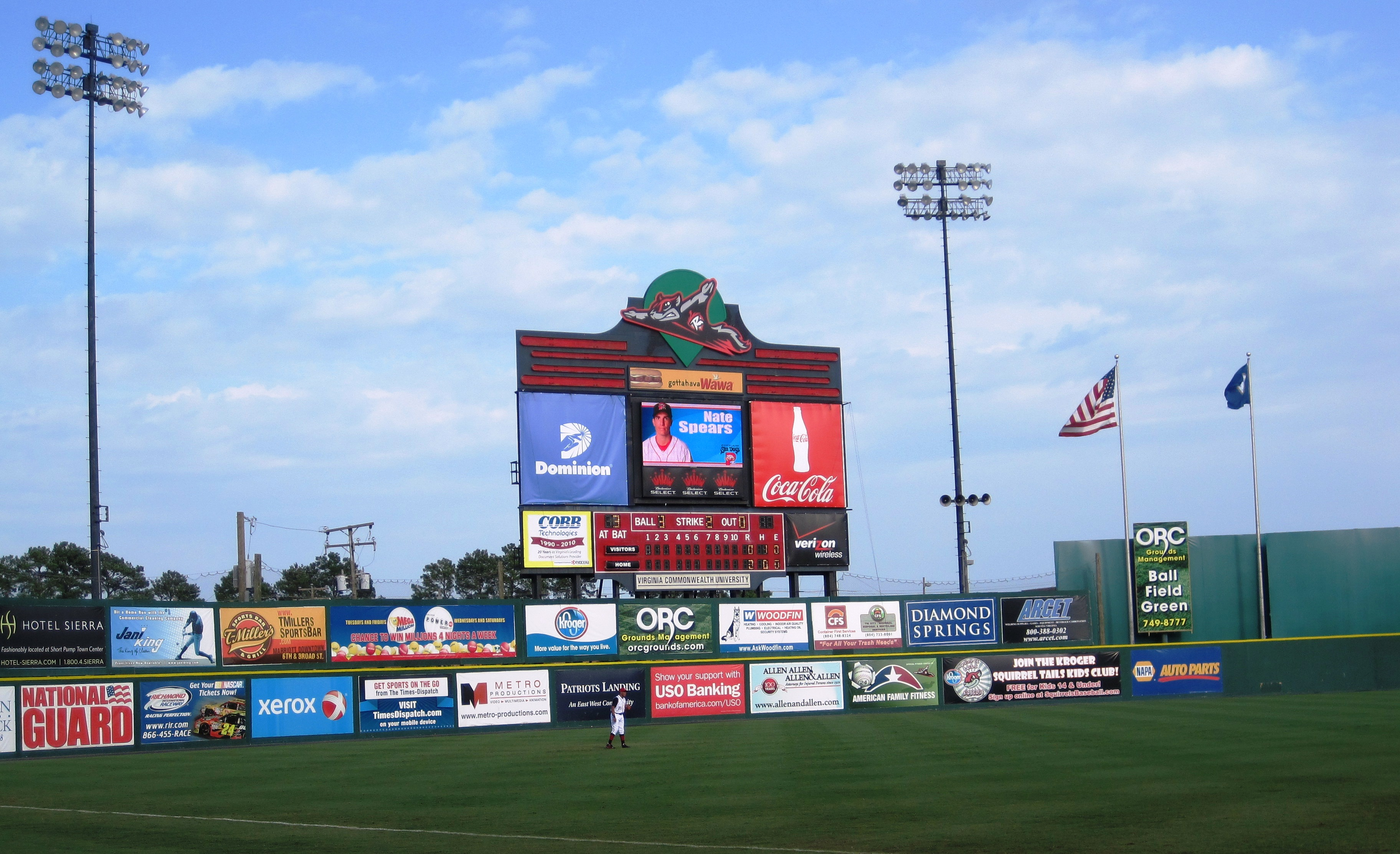
The Diamond.JPG.

VCU Rams (español: Carneros de la Universidad de la Mancomunidad de Virginia) es el nombre que reciben los equipos deportivos de la Universidad de la Mancomunidad de Virginia, situada en Richmond, en el estado de Virginia. Los equipos de los Rams participan en las competiciones universitarias organizadas por la NCAA, y forman parte de la Atlantic 10 Conference, de la cual son miembros de pleno derecho desde 2012. Anteriormente pertenecían a la Sun Belt Conference y la Colonial Athletic Association.

## Programa deportivo
Los Rams participan en las siguientes modalidades deportivas:
| - Masculino - Baloncesto - Béisbol - Cross - Atletismo - Golf - Fútbol - Tenis | - Femenino - Baloncesto - Voleibol - Cross - Atletismo - Golf - Fútbol - Tenis - Hockey sobre hierba |

### Baloncesto
El equipo masculino de baloncesto ha sido campeón de conferencia en ocho ocasiones, tres de ellas cuando pertenecían a la Sun Belt Conference, y otras cinco ya en la Colonial Athletic Association, la última de ellas en 2012. Han accedido en once ocasiones al Torneo de la NCAA, alcanzando la Final Four como mejor clasificación en 2011. Nueve de sus jugadores han llegado a jugar en la NBA, destacando entre ellos Gerald Henderson, Eric Maynor o Larry Sanders.

### Béisbol
El equipo de béisbol ha aparecido en seis ocasiones desde 1994 en la fase final de la NCAA. Un total de 14 jugadores han llegado a jugar en las Grandes Ligas.

## Instalaciones deportivas
- Stuart C. Siegel Center es el pabellón donde disputan sus partidos los equipos de baloncesto. Tiene una capacidad para 7500 espectadores. Desde 2005 acoge los entrenamientos de pretemporada de los Washington Wizards.[3]
- The Diamond es donde se disputa la competición de béisbol. Tiene una capacidad para 12.134 espectadores y su construcción data de 1987. Está reconocido como uno de los mejosres estadios de la Costa Este.[4]
- Sports Backers Stadium Es el estadio donde se disputan las competiciones de fútbol y de atletismo. Fue construido en 1999 y tiene una capacidad para 3.250 espectadores.[5]
- Cary Street Field es el estadio donde se disputan los partidos de hockey sobre huerba. Tiene una capacidad para 1.200 espectadores.[6]